# Долгополова Ніна Андріївна
Ніна Андріївна Долгополова (нар. 8 серпня 1941, село Луговики, тепер Чорнухинського району Полтавської області) — українська радянська діячка, бригадир молочнотоварної ферми радгоспу імені Пархоменка Краснодонського району Луганської області. Депутат Верховної Ради УРСР 8—10-го скликань.

## Біографія
Народилася в селянській родині. Освіта середня.
З 1958 року — робітниця спеціалізованого монтажного управління тресту «Сталіношахтопрохідка», робітниця геологорозвідувальної партії тресту «Луганськгеологія».
З 1967 року — помічник бригадира, бригадир по тваринництву молочнотоварної ферми радгоспу імені Пархоменка Краснодонського району Ворошиловградської (Луганської) області.
Член КПРС з 1978 року.
Потім — на пенсії в селі Кружилівка Краснодонського району Луганської області.

## Нагороди
- ордени
- медалі
- почесний громадянин Краснодонського району